# Charles Lewis Camp
Charles Lewis Camp (Jamestown, 12 maart 1893 - San Jose, 14 augustus 1975) was een paleontoloog en zoöloog, werkzaam aan de University of California, Berkeley. Hij nam in 1930 deel aan opgravingen in de Placerias-steengroeve en in de jaren 1960 de ontdekking van veertig Shonisaurus-skeletten, in wat nu het Berlin-Ichthyosaur State Park is. Camp was van 1930 tot 1949 de derde directeur van het University of California Museum of Paleontology en tussen 1939 en 1949 was hij tegelijkertijd voorzitter van de afdeling paleontologie van Berkeley. Camp benoemde een aantal soorten mariene reptielen, zoals Shonisaurus en Plotosaurus, evenals de dinosauriër Segisaurus.
Camp was ook een belangrijke bibliograaf en historicus van West-Amerika. Dit aspect van zijn carrière wordt het meest vertegenwoordigd door twee werken. De eerste is zijn biografie van de Amerikaanse pionier James Clyman, die Bernard De Voto 'een van de zes klassiekers in het veld' noemde. Het tweede werk was de derde editie van het in 1953 gepubliceerde The Plains and the Rockies, waarin Camp veel aantekeningen maakte. Hij was in 1970 de ontvanger van de Henry Raup Wagner Memorial Award van de California Historical Society.
Camp was een van de eerste leden van de nieuw leven ingeblazen broederschap 'E Clampus Vitus' en was de Noble Grand Humbug van de Yerba Buena Lodge in 1938.
De theropode Camposaurus werd in 1998 benoemd ter ere van Camp.

## Overlijden
Charles Lewis Camp overleed in augustus 1975 op 82-jarige leeftijd.

## Publicaties
- California mosasaurs (Berkeley, Los Angeles, University of California Press, 1942).
- Classification of the lizards (New York, NY, 1923, reprinted in 1971). Doctoratial thesis.
- Earth song: a prologue to history (Berkeley, California, University of California Press, 1952).
- Bibliography of fossil vertebrates 1944–1948 (Geological Society of America, New York,1953) co-author Morton Green (1917–2003).
- A Study of the Phytosaurs, with description of new material from Western North America (Berkeley, Los Angeles, University of California Press, 1930).
- Methods in Paleontology (California, University of California Press, 1937) co-author G. Dallas Hanna (1887–1970).
- LCC CT9990.C3
- Henry R. Wagner and Charles L. Camp, The Plains and the Rockies: A Bibliography of Original Narratives of Travel and Adventure, 1800–1865 (Columbus, OH: Long's College Book Co., 1953).
- James Clyman, Frontiersman, (Portland, OR: Champoeg Press, 1960).